# بطولة كاريوكا 1921
بطولة كاريوكا 1921 هو موسم من بطولة كاريوكا. كان عدد الأندية المشاركة فيه 14، وفاز فيه نادي فلامنغو.